# Tranzscheliella halophiloides
Tranzscheliella halophiloides är en svampart som först beskrevs av G.W. Fisch., och fick sitt nu gällande namn av Vánky 2003. Tranzscheliella halophiloides ingår i släktet Tranzscheliella och familjen Ustilaginaceae.   Inga underarter finns listade i Catalogue of Life.